# Generalštab Slovenske vojske
Generalštab Slovenske vojske (kratica GŠSV) je najvišji strokovni vojaški organ v Sloveniji, ki deluje v sklopu Ministrstva za obrambo Republike Slovenije ter je zadolženo za vodenje oboroženih sil Slovenije.
Trenutni načelnik GŠSV je generalmajor Robert Glavaš.

## Organizacija GŠSV
9. april 2001
- načelnik GŠSV
- namestnik načelnika GŠSV
- pomočnik za reorganizacijo SV
- operativni štab Slovenske vojske
- osebni štab načelnika GŠSV
- sektor za kadrovske zadeve J-1 GŠSV
- sektor za obveščevalne zadeve J-2 GŠSV
- sektor za operativne zadeve J-3 GŠSV
- sektor za logistične zadeve J-4 GŠSV
- sektor za strateško planiranje, doktrino in razvoj J-5 GŠSV
- sektor za informacijo komunikacijske zadeve J-6 GŠSV
- sektor za programiranje in načrtovanje virov J-8 GŠSV

2003
- načelnik GŠSV
- namestnik načelnika GŠSV
- kabinet načelnika GŠSV
- direktor štaba

- Združeni sektor za kadre in izobraževanje
- Sektor za obveščevalno varnostne zadeve
- Sektor za operativne zadeve
- Združeni sektor za strateško logistiko
- Združeni sektor za planiranje in razvoj
- Sektor za komunikacije in informatiko
- Sektor za civilno vojaška razmerja in podporo

## Podrejene enote
- Verifikacijski center Slovenske vojske
- Vojaški vikariat Slovenske vojske
- Enota za protokol Slovenske vojske
- Orkester Slovenske vojske Slovenske vojske
- Oddelek za nadzor plovnosti in varnost letenja Slovenske vojske
- Enota za podporo Slovenske vojske

## Osebje
Načelniki GŠSV

Namestniki načelnika GŠSV
- brigadir Robert Glavaš (2018 - 2020)
- brigadirka Alenka Ermenc (2018)
- generalmajor Alan Geder (2014 - 2018)
- brigadir Andrej Osterman (10. april 2012 - 12. oktober 2014)
- kontraadmiral Renato Petrič (1. januar 2011 - 10. april 2012)
- generalmajor Alan Geder (15. julij 2010 - 1. januar 2011)
- brigadir Branimir Furlan (1. maj 2009 - 15. julij 2010)
- generalmajor Alojz Šteiner (1. november 2006 - 30. april 2009)
- brigadir Anton Turk (2004 - oktober 2004)
- brigadir Bojan Šuligoj (2001 - 2002)
- brigadir Alojz Jehart (1999)

Načelniki štaba GŠSV
- kapitan bojne ladje Boris Geršak (21. december 2018 - ?)
- brigadir Mihec Škerbinc (3. oktober 2018 - 20. december 2018)
- brigadir Milan Žurman (26. marec 2018 - 2. oktober 2018)
- brigadir Bojan Pograjc (12. maj 2017 - 25. marec 2018)
- brigadir Milko Petek (1. februar 2017 - 11. maj 2017)
- / (3. november 2014 - 31. januar 2017)
- brigadir David Humar (1. januar 2013 - 2. november 2014)
- brigadirka Alenka Ermenc (10. april 2012 - 31. december 2012)
- brigadir Vladimir Maher (5. maj 2009 - 9. april 2012)
- brigadir Branimir Furlan (1. november 2006 - 4. maj 2009)
- brigadir Alojz Šteiner (1. marec 2006 - 30. oktober 2006)
- polkovnik Dragan Bavčar (2005)
- brigadir Jožef Žunkovič (2004)

Glavni podčastniki SV
- višji praporščak Danijel Kovač (21. december 2018 - )
- štabni praporščak Igor Tomašič (1. julij 2009 - 21. december 2018)